# Cañón naval González Hontoria 120 mm mod. 1883
El cañón naval González Hontoria de 120 mm mod 1883 fue un cañón naval español desarrollado a finales del siglo XIX que armó a una variedad de buques de guerra de la Armada española durante la guerra hispano-estadounidense.

## Historia
Los cañones Hontoria fueron diseñados por José González Hontoria, inventor español, mariscal de campo de infantería de marina y brigadier de la marina. Durante el siglo XIX, España se quedó atrás de otras potencias europeas en industrialización y España importó armas de Krupp, Armstrong Whitworth y Schneider et Cie. Durante las décadas de 1860 y 1870, Hontoria estudió explosivos, metalurgia y producción industrial con el objetivo de desarrollar una industria de armas desarrolladas íntegramente en España.

## Construcción
En 1879, Hontoria diseñó una serie de cañones navales que iban desde 200 mm (7,9 plg) a 70 mm (2,8 plg) que sentarían las bases para sus cañones posteriores. La serie de 1879 al igual que los cañones Ordóñez de la misma época eran cañones de retrocarga y pólvora negra, armados, con tubo de acero A y aros de refuerzo de hierro fundido. La serie de 1883 fue un paso adelante en el sentido de que eran cañones de retrocarga, armados, con tubo A de acero forjado y aros de refuerzo de acero forjado. La serie Hontoria 1883 tenía un tamaño que iba desde los 320 mm (12,6 plg) a los 120 mm (4,7 plg) y con una longitud del cañón de 35 veces el calibres de la munición. Fueron producidos por el Arsenal de la Carraca de Cádiz y la Fábrica de armas de Trubia en Asturias. Durante la década de 1890, varios cañones de 120, 140 y 160 mm fueron convertidos en armas de fuego rápido con la ayuda de Schneider et Cie.
Críticas a las armas de la serie 1883:
- Diseño anticuado - Se argumentó que los métodos de producción en serie de 1883 estaban anticuados en comparación con sus rivales europeos. El argumento contrario es que España recientemente pasó a producir armas de acero y comprar un diseño extranjero no haría nada para promover la autosuficiencia en el diseño y producción de armas. Además, el costo de reequipar para producir otro diseño habría significado que las recientes mejoras de infraestructura fueran una inversión desperdiciada.[2]
- Velocidad de disparo lenta - Se afirmó que la serie 1883 debería haber sido diseñada como armas de disparo rápido desde el principio y que los intentos de convertirlas en tales armas no tuvieron éxito. El argumento en contra es que España no tenía esa experiencia y eso habría significado retrasar los programas de producción cuando ya estaban retrasados debido a una capacidad industrial insuficiente.[3]
- Longitud de cañón corta: También se afirmó que la longitud del calibre 35 era demasiado corta en comparación con sus rivales europeos que producían armas de calibre 45 y que la escasa longitud del cañón no aprovechaba eficientemente el poder de las nuevas pólvoras sin humo. La realidad es que la industria española no tenía la capacidad de producir cañones más largos, ya que recientemente se pasó a la producción de acero. Además, el hecho de que las pólvoras de la época necesitaban una reformulación para aumentar la eficiencia y aumentar la longitud del cañón era solo una solución parcial.[2]

## Uso naval
Los cañones Hontoria 1883 de 120 mm armaron una variedad de barcos como acorazados, cruceros protegidos, cañoneras torpederas y cruceros desprotegidos de la Armada Española.

### Acorazados tipoironclad
- Acorazado Pelayo - Este barco tenía un armamento terciario de doce cañones de 120 mm en casamatas emplazados en montantes individuales en el centro del barco. El Pelayo no tuvo participación directa durante la guerra hispanoamericana.

### Cruceros protegidos
- Clase Isla de Luzón: los tres barcos de esta clase tenían un armamento principal de seis cañones de 120 mm en montantes con blindaje único. Dos estaban montados a proa, dos en medio del barco y dos a popa. Dos buques de esta clase, Isla de Cuba e Isla de Luzón, fueron hundidos durante la Batalla de Cavite y luego reflotados, reparados y puestos en servicio en la Armada de los EE. UU. con sus antiguos nombres.
- Clase Reina Regente - Los tres barcos de esta clase tenían un armamento secundario de seis cañones de 120 mm en salientes en el centro del barco.

### Torpederos
- Clase María de Molina: los tres barcos de esta clase tenían un armamento principal de dos cañones de 120 mm en montajes blindados individuales a popa y proa de la superestructura del barco.
- Clase Temerario: los seis barcos de esta clase tenían un armamento principal de dos cañones de 120 mm en montajes blindados individualessimples a proa y popa de la superestructura del barco.

### Ceruceros desprotegidos
- Clase Velasco: seis de los ocho barcos de esta clase tenían un armamento principal de cuatro cañones de 120 mm en montantes individuales blindados en el centro del barco. Tres de los barcos de esta clase Don Juan de Austria, Don Antonio de Ulloa y Velasco fueron hundidos durante la guerra hispanoamericana. El Don Juan de Austria fue recuperado, reparado y puesto en servicio en la Marina de los EE. UU. con su antiguo nombre.